# Растислав Качер
Растислав Качер (словац. Rastislav Káčer; нар. 9 липня 1965, Нова Баня) — словацький дипломат, колишній посол Словаччини у США, Угорщині та Чехії. З вересня 2022 року обіймає посаду міністра закордонних і європейських справ Словаччини.

## Ранні роки
Навчався в початковій та середній школах у Жарновиці та Нітрі. Після закінчення середньої школи збирався, як і батько, бути лікарем, але не зміг вивчитися на медика через свою опозиційність до комуністичного режиму. Пропрацювавши рік на фабриці, зумів вступити до Словацького технологічного університету в Братиславі, де вивчав хімію. Після закінчення в 1989 році навчання два роки пропрацював науковим співробітником у сільськогосподарському науково-дослідному інституті в Нітрі. Після Оксамитової революції вивчав міжнародні відносини в Університеті Коменського, який закінчив 1995 року.

## Дипломатична кар'єра
З 1992 року працює в Міністерстві закордонних справ. У 1994—1998 роках перебував на посаді першого секретаря словацької делегації в НАТО. З 2001 по 2003 рік обіймав посаду державного секретаря у міністерстві оборони, відповідаючи за переговори щодо вступу до НАТО.
З 2003 до 2008 року працював послом Словаччини у Сполучених Штатах. Після закінчення строку повноважень став співзасновником впливового словацького аналітичного центру GLOBSEC. У 2013—2018 роках був послом в Угорщині. Його рішення приєднатися до понад 30 країн, які вивісили райдужний прапор на будівлях своїх посольств у Будапешті на знак підтримки гей-параду, розкритикували активісти словацького руху противників ЛГБТ.
З 2018 по 2020 рік обіймав посаду посла у Чехії.

## Міністр закордонних справ
Після виходу партії Свобода і солідарність з урядової коаліції міністр оборони Ярослав Надь, заручившись згодою прем'єр-міністра Едуарда Геґера, попрохав Качера замінити висуванця «Свободи і Солідарності» Івана Корчока на посаді міністра закордонних справ. Новий голова словацького зовнішньополітичного відомства погоджується сприяти продовженню прозахідної та проєвропейської зовнішньої політики свого попередника, включаючи і підтримку України в російсько-українській війні.

## Політичні погляди
Рішуче підтримує прозахідну орієнтацію Словаччини, засудивши проросійські погляди колишнього прем'єр-міністра Роберта Фіцо. Завзято критикує прем'єр-міністра Угорщини Орбана та президента Росії Путіна. Рішуче обстоює передачу озброєнь Україні, в тому числі словацької ракетної системи С-300 з метою допомогти оборонцям України. Також завзято підтримує санкції Заходу проти Росії, щоб вони залишалися в силі, доки Росія продовжує окупацію території України, включаючи Крим.
Вважає себе ліберальним консерватором.